# Delphine Borione-Pratesi
Pour les articles homonymes, voir Borione et Pratesi.
Delphine Borione, née à Paris le 26 mars 1962 , est une diplomate française, ancienne élève de l'École nationale d'administration (promotion "Michel de Montaigne", 1988). Ministre plénipotentiaire depuis 2019, elle est ambassadrice représentante permanente de la France auprès des organisations des Nations unies à Rome de 2017 à 2020 et depuis février 2021 ambassadrice thématique chargée des droits de l'homme.

## Biographie
Diplômée de Sciences Po Paris (1982), titulaire d'un diplôme d'études approfondies (1983) en histoire des relations internationales (Paris IV) et d'une licence (1985) en droit des affaires (Paris I), elle a notamment été en poste en Italie (de 1993 à 1999 détachée au Programme alimentaire mondial des Nations unies, puis de 2003 à 2006 à l'Ambassade de France à Rome comme conseillère culturelle) et au Kosovo (en 1999 : comme conseillère du représentant spécial du Secrétaire général des Nations unies, Bernard Kouchner, auprès de la Mission d'administration intérimaire des Nations Unies au Kosovo (MINUK), puis comme responsable du poste diplomatique français : bureau de liaison devenu ambassade après la reconnaissance de l'indépendance du pays par la France) à Pristina de 2007 à 2009. Elle a également été conseillère technique à l'Élysée sous la présidence de Jacques Chirac (2002-2003, 2006-2007) chargée notamment des réunions G7/G8.
Elle s'intéresse particulièrement à l'art contemporain et est fondatrice, avec son mari Ludovico Pratesi, de l'association culturelle romaine "Futuro".
Elle est nommée par Bernard Kouchner le 16 juillet 2009 directrice de la coopération culturelle et du français à la direction générale de la mondialisation du ministère des affaires étrangères et européennes.
À ce titre elle assure en 2012-2013 la présidence du réseau des Instituts culturels nationaux de l'Union européenne (EUNIC).
Le décret du 5 décembre 2011 lui confie également « la terminologie et la néologie du ministère des affaires étrangères » qui relevaient auparavant du service des affaires francophones.
La direction de la coopération culturelle et du français est supprimée le 1er mars 2013. Elle assure alors le secrétariat général de la concertation sur l'avenir de l'enseignement français à l'étranger, tout en conservant la présidence du réseau EUNIC.
Elle est ensuite nommée en mai 2013 au secrétariat général de l'Union pour la Méditerranée, avec le titre de secrétaire générale adjointe pour les affaires sociales et civiles.
De 2017 à 2020, elle est ambassadrice représentante permanente auprès de la FAO, du PAM et du FIDA (Rome).
Le 24 février 2021, elle est nommée en Conseil des ministres ambassadrice pour les droits de l’homme, chargée de la dimension internationale de la Shoah, des spoliations et du devoir de mémoire.
En mars 2024, elle est nommée ambassadrice au Mexique.

## Œuvre
- (avec Ludovico Pratesi), Rome, textes d'introduction de Federico Fellini, Danièle Sallenave, Jean-Marc Leuven et François Aynard, éditions Autrement, 1999 (1re édition,  (ISBN 978-2-8626-0874-7)), 2003 (édition révisée  (ISBN 978-2-7467-0209-7))

## Distinctions
- 2022 :  Officière de la Légion d'honneur[10]